# Tougher Than Love
Tougher than love è l'album d'esordio della cantante inglese Diana King, uscito nel 1995. Dall'album è stato estratto il popolare singolo "Shy Guy", colonna sonora del film "Bad Boys".

## Tracce
1. Love Me Thur the Night
2. Shy Guy
3. Love Triangle
4. Ain't Nobody
5. Tougher Than Love
6. Can't Do Without You
7. Slow Rush
8. Treat Her Like a Lady
9. Black Roses
10. Tumble Down